# Prometea
Prometea es un sistema de asistencia virtual para la redacción de documentos judiciales desarrollado por el Ministerio Público Fiscal de la Ciudad Autónoma de Buenos Aires. 
Su función es evitar a los funcionarios judiciales la realización de tareas repetitivas, permitiéndoles focalizar su trabajo en los casos complejos, en los que se hace más necesario el trabajo humano, tanto para el análisis y escritura de fallos, como para aspectos como la contención de víctimas, que sólo podrían ser llevadas a cabo por un humano.
Es utilizado por la Fiscalía General Adjunta en lo Contencioso Administrativo y Tributario del Ministerio Público Fiscal de la Ciudad de Buenos Aires.

## Desarrollo
El sistema es un desarrollo conjunto de equipos de la Fiscalía pública liderados por Juan Corvalán. Su desarrollo fue financiado con fondos del Ministerio Público Fiscal de Buenos Aires, y realizado por personal propio del mismo junto a dos programadores externos (Ignacio Raffa y Nicolás Vilella), especialistas en inteligencia artificial y contratados especialmente para la implementación y mantenimiento del sistema, a un costo de 80 000 dólares estadounidenses.
Antes de comenzar el desarrollo de software, se realizó un diagnóstico de los procesos judiciales existentes y de los datos incorporados a los mismos. Esto permitió identificar los procesos a mejorar, los tiempos que demoraba cada uno, y el uso que se debía hacer de los datos. Luego, se realizó una reingeniería de procesos para adaptarlos a la digitalización.
Se le enseñaron casos históricos del sistema judicial para que aprenda de los mismos y que, al ingresarse un nuevo caso, pueda encontrar patrones en común y señalar posibles cursos de acción. Asimismo, se firmaron convenios para el entrenamiento, de forma gratuita, con el Registro Civil de la Ciudad de Buenos Aires, la CIDH y la Corte Constitucional de Colombia. Se consideró importante para el éxito de un sistema como este la existencia de sentencias previamente digitalizadas, idealmente en un formato producido por un procesador de textos o PDF, que permita realizar el reconocimiento del texto.

### Arquitectura del software
El sistema fue diseñado con una arquitectura de tres capas: La primera, una interfaz de usuario que permite la interacción (aplicando IA); Segundo, las reglas del negocio, que le indican al sistema el contexto para el que debe procesar la información (aplicando IA): Por último, el acceso a datos y su almacenamiento. Si bien el sistema no almacena datos por sí mismo, sí cuenta con protocolos para el acceso a datos resguardados en otros sistemas, o en la web.
Es posible realizar modificaciones a cada una de las capas sin alterar las restantes, lo que permite una mayor facilidad a las actualizaciones.

## Funcionamiento
La interfaz permite, a través de la interacción en un chat con una voz artificial, la consulta de expedientes ingresados. Al indicar el número de expediente, Prometea le lee al usuario la carátula del caso e indica una posible solución del mismo. 
En su modo predictivo el sistema está limitado a la resolución de amparos por viviendas y otros litigios de solución replicable. Esta solución sugerida se basa en el análisis, a través de inteligencia artificial, de casos análogos previos al consultado, para cuya solución haya precedentes reiterados. Se trata de una inferencia probabilística basada en la repetición de palabras clave de cada expediente, que asocia este nuevo caso ingresado a una respuesta previa. Es una predicción de la recomendación que el fiscal del caso le debe hacer al juez para que éste dicte sentencia, indicando también el modelo de dictamen jurídico que corresponde. La lógica por la cual el sistema llega a esta decisión final es completamente trazable.
Si el funcionario está de acuerdo con la misma, puede continuar con el proceso obteniendo un borrador de dictamen redactado por el sistema e imprimirlo para ser firmado por el personal judicial, o bien simplemente dar curso al mismo con firma digital, sin necesidad de utilizar un formato papel ni de intervención humana.
El sistema responde con base en instrucciones dadas por los programadores, en lo que constituye un sistema basado en reglas, sin capacidades de aprendizaje automático. 
Junto con el análisis y resolución del caso, el sistema brinda además acceso a documentos relacionados con el mismo que se encuentren ingresados en el sistema judicial. 
De esta manera, al eximir a los funcionarios judiciales de tareas repetitivas que insumen muchas horas hombre, les permite focalizar su trabajo en casos más complejos que requieran de un mayor análisis e interpretación por parte de un ser humano, así como contención de las posibles víctimas.  

### Instancias de Trabajo
Siguiendo el funcionamiento del sistema, el proceso se divide en tres instancias generales que Prometea le brinda al funcionario judicial:
1. Búsqueda de Leyes Relacionadas con el caso que se está tratando,
2. Predicción del modelo de dictamen jurídico
3. Redacción del dictamen completo, incluyendo firma digital

### Funcionalidades
Prometea cuenta con dos grandes funcionalidades de cara al usuario:
1. Asistente virtual: Funciona mediante una interfaz de chat con síntesis de voz, y permite el control formal de los documentos judiciales. Utiliza un sistema de ventana única e integrada, que evita abrir ventanas en simultáneo y hacer clics innecesarios.[7]
2. Análisis predictivo de la solución jurídica: Funciona realizando inferencias estadísticas mediante la correlación estadística de palabras clave previamente proporcionadas, que el sistema encuentra en fallos archivados de casos similares en primera y segunda instancia de los procesos judiciales. Esto permite a Prometea preparar una solución estándar y generar los correspondientes documentos judiciales.

### Aplicación en la Fiscalía General de Buenos Aires
En el caso de la fiscalía porteña, el sistema es utilizado para casos de amparos judiciales sobre cuestiones de derecho a la vivienda. En base al aprendizaje de jurisprudencia hecho por el sistema (que incluyó 2400 sentencias y 1400 opiniones legales previas), se definieron cuatro clases de amparos judiciales habitacionales lo suficientemente particulares como para permitir a Prometea predecir una solución: Aquellos hechos por personas con buena salud (se define rechazar el amparo), los realizados por personas sanas con niños (se les otorga una ayuda monetaria) y, finalmente, los abiertos por personas con discapacidades y mayores de 60 años, a quienes se intima al gobierno a garantizar el acceso a una vivienda. Cabe destacar, que previo a la instancia evaluada por inteligencia artificial, estos casos ya han sido tratados por un juez de primera instancia y tres de segunda instancia.
También, se lo utiliza en reclamos de taxistas a los que el gobierno les niega la correspondiente licencia por tener antecedentes penales, en cuyo caso se hace lugar a otorgarles la habilitación, excepto que los delitos cometidos hayan sido a través del uso de un transporte público. Otros casos ya estandarizados tienen que ver con ejecuciones fiscales y el pago de haberes no remunerativos a empleados públicos, quienes reclaman ser indemnizados. Estas clases de amparos representan el 70% de los casos tratados por el Tribunal Superior de Justicia.
El sistema provee automáticamente los documentos de 10 situaciones judiciales posibles, entre ellas probations y juicios abreviados.

### Aplicación en la Dirección de Adquisiciones del Ministerio de Seguridad de la CABA
Prometea fue también probado en la  Dirección General de Adquisiciones y Contrataciones de Seguridad del Ministerio de Justicia y Seguridad de la Ciudad de Buenos Aires. Antes de su implementación, una contratación demoraba (con un procedimiento digitalizado) unos 29 días. Luego de incorporar a este procedimiento la inteligencia artificial, se logró reducir la duración del mismo a 4 horas, incorporando además más datos sobre el proceso con los que antes no se contaba: comparativas de precios en relación con la evolución de inflación y precio del dólar, extracción de datos de productos previamente adjudicados, estimaciones de diversos precios públicos y privados.

### Aplicación en la Corte Interamericana de Derechos Humanos
IALAB cuenta con una página en su sitio web sobre Prometea en la Corte Interamericana de Derechos Humanos. Según esta fuente, "la Corte genera distintos tipos de notificaciones relativas a los pedidos de opiniones consultivas. Demoran entre 2 y 3 días enteros de trabajo en cursar estar notificaciones a los representantes de los 35 Estados miembros y organizaciones vinculadas". En este contexto, Prometea "genera más de 100 notificaciones en menos de 2 minutos […] en los cuatro idiomas oficiales". Adicionalmente es capaz de proyectar resoluciones en cuatro minutos y contiene una herramienta de búsqueda que "permite realizar una investigación completa en base a las sentencias anteriores de la Corte en menos de 2 minutos". No obstante lo anterior, el servidor de la OEA (oas.org) solo registra en relación con Prometea una presentación del sistema que Juan Corvalán realizó, el 22 de agosto de 2018, ante el Consejo Permanente de la Organización de Estados Americanos.

## Resultados
De acuerdo a cálculos realizados por el Ministerio Público Fiscal de Buenos Aires, sobre la base de 1000 casos -su volumen anual de trabajo aproximado-, el sistema Prometea brindó los siguientes resultados en 2019:
- Reducción de 90 a 1 minutos (99%) en la resolución de pliegos de contrataciones.
- Reducción de 167 a 38 días (77%) en procesos de requerimiento a juicio.
- Reducción de 190 a 42 días (78%) para amparos habitacionales con citación de terceros.
- Automatización de más del 57% de las tareas repetitivas relacionadas con dictámenes realizadas en la fiscalía.
- 51% de los dictámenes fueron confeccionados utilizando el sistema Prometea, reportando un 96% de efectividad.

### Efectos en el personal judicial
En el caso del Ministerio Público Fiscal de Buenos Aires, la eficiencia generada por la implementación del sistema no condujo a despidos, sino que ocurrió una reconversión de tareas aprovechando el mayor tiempo disponible para trabajos menos rutinarios y más útiles para la actividad de la fiscalía. No hubo tampoco conflictos sindicales generados por la puesta en marcha de la inteligencia artificial. 